# Modesta Pozzo
Modesta Pozzo (Pseudonym: Moderata Fonte; * 15. Juni 1555 in Venedig; † 2. November 1592 ebenda) war eine venezianische Schriftstellerin und Dichterin. Neben Gedichten verfasste Fonte die 1600 posthum veröffentlichten Dialoge Giustizia delle donne und die „protofeministische Streitschrift“ Il merito delle donne (deutscher Titel: Das Verdienst der Frauen).

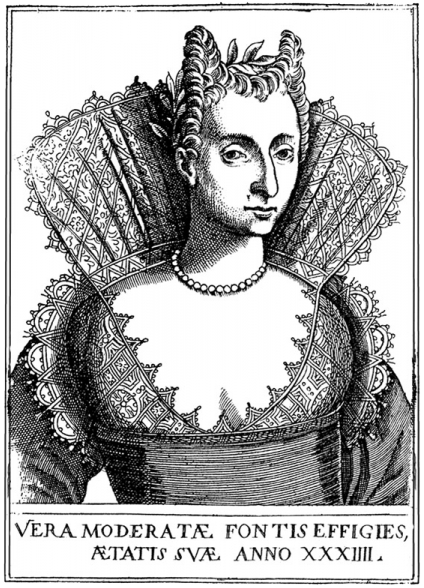
Moderata Fonte

## Leben und Wirken
Pozzos Eltern, Girolamo da Pozzo und Marietta da Pozzo (geb. Moro), starben 1556 an der Pest, als sie erst ein Jahr alt war. Sie und ihr älterer Bruder Leonardo kamen in die Obhut ihrer Großmutter mütterlicherseits. Sie verbrachte mehrere Jahre im Kloster Santa Marta, wo sie dank ihrer außergewöhnlichen Erinnerungsfähigkeit als Wunderkind galt. Mit neun Jahren kehrte sie in die Familie ihrer Großmutter zurück, wo sie von ihrem Großvater Prospero Saraceni und ihrem Bruder u. a. in Latein und Musik (Singen, Laute, Cembalo) unterrichtet wurde.

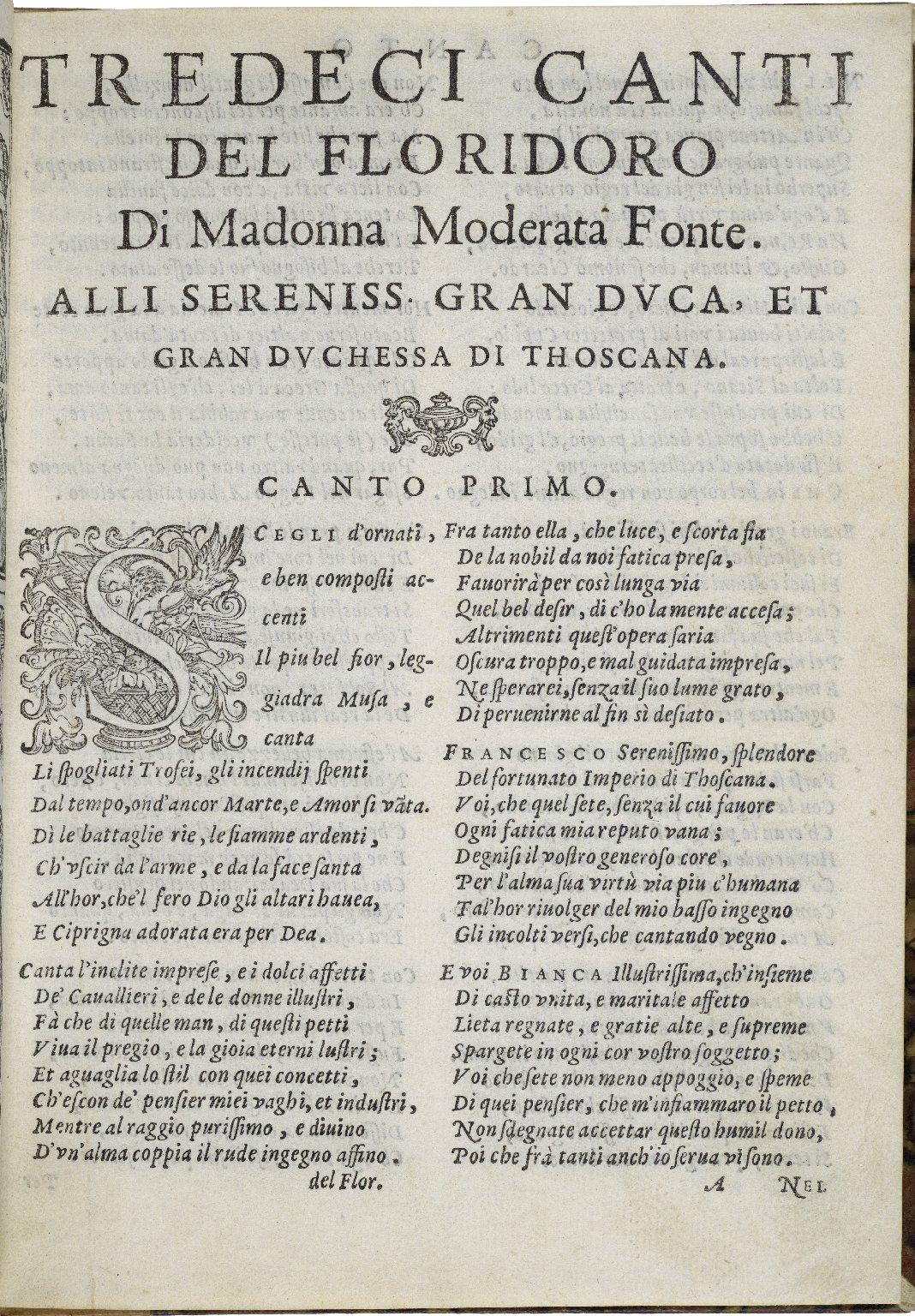
Auszug aus I tredici canti del Floridoro

Am 15. Februar 1582 heiratete Pozzo im für die damalige Zeit sehr späten Alter von 27 Jahren Filippo Zorzi (1558–1598), der einige Jahre jünger als sie selbst war. Ein offizielles Dokument vom Oktober 1583 besagt, dass Zorzi ihr die Mitgift eineinhalb Jahre nach ihrer Eheschließung zurückgegeben hat „aufgrund seiner Freundlichkeit und großen Liebe und dem guten Willen, die er für Pozzo empfunden hat und empfindet“. Dies wird als ein Zeichen dafür interpretiert, dass es sich um eine außergewöhnlich gute Ehe gehandelt haben könnte.
Eines der ersten bekannten Werke von Pozzo ist das Musikstück Le Feste, das anlässlich der Feierlichkeiten zum Stephanstag im Jahr 1581 vor dem Dogen Da Ponte aufgeführt wurde. Le Feste umfasst etwa 350 Strophen und ist für mehrere Singstimmen komponiert. Ebenfalls 1581 veröffentlichte Fonte ihr episches Rittergedicht I tredici canti del Floridoro, in dem eine weibliche Ritterfigur namens Risamante vorkommt. Das Werk ist Bianca Cappello und ihrem neuen Ehemann Francesco I. de’ Medici, dem Großherzog der Toskana, gewidmet und stellt wahrscheinlich das zweite Rittergedicht – nach Tullia d'Aragonas Il Meschino, das 1560 erschien – dar, das je von einer italienischen Schriftstellerin verfasst wurde.
Pozzo schrieb zwei lange religiöse Gedichte, La Passione di Cristo (Die Passion Christi) und La Resurrezione di Gesù Cristo nostro Signore (Die Auferstehung unseres Herrn, Jesu Christi). In den Werken beschreibt Fonte detailliert die emotionalen Reaktionen der Jungfrau Maria und Maria Magdalena auf den Tod und die Auferstehung Christi und veranschaulicht ihre tiefe Überzeugung über die aktive Teilnahme von Frauen an den Ereignissen der Passion und Auferstehung Christi.
Il Merito delle donne (dt. Das Verdienst der Frau), Fontes bekanntestes Werk, ist eine „protofeministische Streitschrift“, die 1600 posthum veröffentlicht wurde. Darin kritisiert sie die Behandlung von Frauen durch Männer, setzt sich für die Anerkennung der Tugenden und der Intelligenz von Frauen ein und argumentiert, dass Frauen Männern überlegen seien.
1592 starb Fonte im Alter von 37 Jahren während der Geburt ihres vierten Kindes. Ihr Ehemann stiftete ein Marmor-Epitaph für ihr Grab, das Fonte als „femina doctissima“, als „sehr gebildete Frau“, erinnert.

## Das Verdienst der Frauen (Originaltitel:Il Merito delle donne)
In Das Verdienst der Frauen (Originaltitel: Il Merito delle donne) versammeln sich sieben Frauen zu einem Streitgespräch über den Wert der Männer und der Frauen. Ort des Zusammentreffens ist Venedig, ein Palazzo am Canal Grande im letzten Jahrzehnt des 16. Jahrhunderts. Geführt wird die geistvolle und ironische Debatte über das Menschsein der Frau mit allen verfügbaren Argumenten: den theologischen der Schöpfungsgeschichte, den neuesten medizinischen Erkenntnissen, historischen Beispielen und den ganz eigenen Erfahrungen der versammelten Frauen mit dem anderen Geschlecht. Der lebensnahe Dialog bietet Einblicke in das Venedig der Spätrenaissance. Er liefert den Beweis, dass die Beziehungen zwischen Frauen und Männern wechselvoll und in jeder Epoche neu auszuhandeln sind.

## Werke
Unter Modesta Pozzo:
- Amor disarmato In: Poemetti italiani Vol. X. Verleger: Michel Angelo Morano, Torino 1797.

Unter dem Pseudonym Moderata Fonte in Venedig veröffentlicht:
- Tredici canti del Floridoro 1581, OCLC 644263124. Modena 1995.
- Le Feste. Rappresentazione avanti al Serenissimo Prencipe di Venetia Nicolò da Ponte il giorno di S. Stefano, 1581. 1582.
- La Passione di Christo descritta in ottava rima […], Guerra, Venedig 1582.
- La Resurrettione di Giesu Christo nostro Signore […] 1592.
- Il Merito delle donne. Ove chiaramente si scuopre quanto siano elle degne e più perfette de gli huomini. 1600 (posthum) (Digitalisat beim MDZ)

### Deutsche Ausgaben
- Elisabeth Gössmann (Hrsg.): Das Verdienst der Frauen, kommentiert, in Teilen übersetzt von Mara Huber-Legnani, in: Archiv für philosophie- und theologiegeschichtliche Frauenforschung, Bd. 4, München 1988/1996.
- Moderata Fonte: Das Verdienst der Frauen. Warum Frauen würdiger und vollkommener sind als Männer. Nach der italienischen Ausgabe von 1600 erstmals vollständig übersetzt, erläutert sowie herausgegeben von Daniela Hacke. 2., durchgesehene Auflage. 2002. Verlag C.H. Beck, München 2001, ISBN 3-406-48098-5.